# Sòstrat (gravador)
Sòstrat (en llatí Sostratus, en grec antic Σώστρατος) fou un artista grec gravador de pedres precioses. Era un dels gravadors que treballava amb més cura. La seva època resta incerta.
El seu nom apareix en diversos camafeus i relleus que enumera l'arqueòleg francès Raoul-Rochette. En algunes pedres apareix la forma ΞΩΤΡΑΤΟΞ, considerada la correcta i en altres Σώτρατος, potser una suavització de la pronunciació. Per això alguns autors han suposat que les pedres signades amb la segona forma del nom podrien ser falsificacions, encara que no tothom hi coincideix, donada l'antiguitat de les peces conservades.